# Taiga software
O Taiga é um Software Livre de gerenciamento de projetos para equipes multifuncionais que trabalham com metodologias Agile nas estruturas scrum e kanban.